# Francesc Ruestes
Francesc Ruestes (Barcelona, 1959) és un artista multidisciplinar català que viu i treballa entre Barcelona i París. La seva obra s'ha anat transformant al llarg del temps, des dels seus inicis al Surrealisme i la Figuració per a després incursionar en el món de l'escultura, fruit de l'aprenentatge amb l'escultor Josep Granyer. Actualment la seva obra es troba a mig camí entre la pintura, l'escultura i la instal·lació, entre l'art abstracte i el minimalisme. Ruestes és un dels principals representants espanyols de la wall sculpture.

## Biografia

### Inicis
El 1975, amb el dossier sota el braç, Francesc Ruestes va fer autoestop des de Barcelona fins a Portlligat, Cadaqués, decidit a conèixer Salvador Dalí i mostrar-li el seu treball. Aquesta aventura va tenir com a resultat que aquest li rebés l'endemà amb la condició que es presentés amb un ram de roses. En no trobar-ne cap, es va presentar amb una postal de roses blanques amb la paraula impresa Felicitats que va trobar en una botiga de queviures. Això li va fer tanta gràcia a Dalí que el va convidar a passar a casa seva. Des de llavors, el va visitar regularment al llarg de 5 anys, període durant el qual el geni surrealista li va parlar, criticar els seus treballs i explicar les seves lluites i idees.
El 1979 va veure per última vegada Dalí a Portlligat per a anunciar-li que s'havia d'absentar durant un any per a fer el servei militar, que en aquella època era obligatori. Dalí va assentir de grat i li va prometre que quan hi tornés un any després li presentaria a algú «molt important» que li obriria les portes al món de l'art, ja que considerava que ja estava preparat per iniciar professionalment la seva carrera artística. Malauradament, aquesta presentació mai no va ocórrer, ja que a la volta del servei militar la salut de Dalí s'havia deteriorat seriosament i el seu cercle de cuidadors van fer impossible que li rebés, a més que després de la mort de Gala el 1982 va perdre tot interès pel món exterior i mai més es van tornar a veure.
D'aquesta primera etapa de la seva trajectòria es poden apreciar els seus quadres d'influència clarament surrealista i daliniana, obres com ara Don Temps (1975), Personatge vestit de cirera amb el cap rapat i vaca menjant-es els seus cabells (1979), Anyell místic (1979) i Coronació de les cireres amargues (1979).

### Formació
El 1976, un any abans de finalitzar els seus estudis de batxillerat, Francesc Ruestes va conèixer l'escultor noucentista Josep Granyer gràcies al seu fill Francesc qui era el seu professor i al saber que volia matricular-se a la Facultat de Belles arts li va presentar al seu pare. Des de llavors va acudir regularment al seu taller situat al carrer Verdi de Gràcia, convertint-se en el seu deixeble fins al 1983, any en què va morir Granyer. Un any més tard, va començar els seus estudis a la Facultat de Belles Arts de la Universitat de Barcelona i els combinava amb les visites al taller de Granyer, així com a les de l'estudi de Narcís Galià, catedràtic de Pintura d'aquesta facultat, de qui va ser assistent entre 1978 i 1979.
El 1986 fou becat pel Ministeri de Cultura i la Comunitat Flamenca Belga per a estudiar durant un any a la Reial Acadèmia de Belles Arts d'Anvers (Bèlgica). Aquesta experiència va significar un canvi molt important en el seu llenguatge perquè va abandonar la tècnica de pintura a l'oli per a endinsar-se en l'experimentació de materials i va passar progressivament de la figuració cap a l'abstracció.
Durant els seus anys de formació acadèmica va aprofitar l'efervescència cultural del moment a Barcelona i es va envoltar d'artistes i intel·lectuals de gran talla com van ser els pintors Joan Ponç i Modest Cuixart, el poeta Joan Brossa i el filòsof i crític d'art Arnau Puig, tots ells membres fundadors del grup Dau al set; l'arquitecte Carles Buïgas; l'actor i director escènic britànic Lindsay Kemp; el pintor i escenògraf català Josep Mestres Cabanes; i Francesc Vicens, escriptor i director fundador de la Fundació Joan Miró.

### Exposicions
La primera exposició de Francesc Ruestes va tenir lloc a la Sala d'exposicions de la Caixa de Pensions de Barcelona el 1984, quan l'artista català Joan Ponç li va convidar a participar en una col·lectiva que portava per nom 13 artistes amb Joan Ponç, compartint crèdit amb d'altres joves artistes com Eduardo Arranz-Bravo, Antonio Beneyto i Rafael Bartolozzi. Però no va ser fins al 1986 quan va tenir la seva primera exposició individual a la Galeria S.I. de Ceret, lloc que li va suggerir Joan Ponç per iniciar la seva carrera en solitari per la seva llarga tradició artística i a la qual li va seguir una altra exposició al Centre Cultural La Valireta, a Encamp, Andorra. El 1991, va tenir la seva primera individual a la capital catalana, va ser a la Galeria Alejandro Sales la qual va tenir molt de ressò entre la premsa i els crítics d'art, entre ells l'historiador Francesc Miralles qui el va definir com un artista atípic en una època en què qualsevol s'auto-declarava original. Li van seguir exposicions a l'Espace d´Arts de Colomièrs, França; i al Centre d´Art Contemporani Santa Mònica de Barcelona. Des de llavors ha exposat en diferents espais d'Espanya i França com són la Galeria Senda, de Barcelona; el Centre d´Arts Plastiques de Saint-Fons, França; la Fundació Caixa Laietana, a Mataró; la Galeria Malborough, a Madrid; entre moltes altres.
El 2002 va ser l'artista convidat per la Fundació Vila Casas de Barcelona per inaugurar el seu nou espai anomenat Espai VolArt, on va presentar la seva obra sota el títol d'El secret dels sentits.

### Estil
L'obra de Francesc Ruestes ha anat canviant amb el temps, no sols d'estil sinó de tècnica i disciplina; des dels seus inicis surrealistes al costat de Salvador Dalí i on es va dedicar exclusivament a pintar per a progressivament passar a l'escultura després dels seus anys de formació al costat de Josep Granyer. També de la seva experiència al costat de Joan Brossa va ser que es va familiaritzar amb el collage per a incloure'l a la seva obra. De la figuració va passar a l'abstracció per a després arribar a una etapa clarament minimalista mentre que actualment la seva obra s'aboca totalment a l'experimentació amb el color.
La crítica d'art Conxita Oliver va definir l'obra de Ruestes com «un híbrid a mig camí entre pintura, escultura, dibuix i instal·lació en uns objectes que ho són tot alhora. Els límits desapareixen i els materials estan sotmesos a una transformació radical, fins i tot amb canvis de funció».

#### Wall sculpture
L'escultura o instal·lacions de paret (wall sculpture en anglès) és una disciplina que des dels anys 60 ha estat present a l'art contemporani, un dels seus principals objectius és el d'esborrar la línia que existeix entre disciplines, especialment entre la pintura i l'escultura, utilitzant per a això materials que poden arribar a ser poc convencionals. Alguns dels seus representants més notables a nivell internacional són l'artista alemanya Eva Hesse, l'artista estatunidenc Robert Rauschenberg, el suís Daniel Spoerri i l'estatunidenca Sheila Hicks. A Espanya, Francesc Ruestes és un dels artistes més representatius de la Wall sculpture, la seva obra traspassa la frontera entre disciplines i materials de vegades no se sap si s'està davant una escultura, una pintura, una instal·lació o tot alhora.

### Col·leccions
L'obra de Francesc Ruestes està present en institucions públiques i fundacions privades com ara el Museu d'Art Contemporani de Barcelona (MACBA); la Fundació Vila Casas, Barcelona; la Col·lecció Pictet a Ginebra, Suïssa; Col·lecció Testimonio de La Caixa; Museu del FC Barcelona (Barça); l'Ajuntament de Colomiers, en Toulousse, França; entre d´altres.

### Obra pública
Francesc Ruestes també ha fet diversos projectes en els quals la seva obra es relaciona amb l'espai públic, com Fases de Lluna (2001) a la plaça Pere Rigau de Torroella de Montgrí, Girona, en el qual va preservar un arbre plataner que es pretenia eliminar del lloc per a la seva remodelació, creant un projecte en el que la seva obra com la resta de la plaça tingués com a eix principal el plataner en qüestió, reivindicant amb això la importància de la natura a les nostres ciutats.
El 2003 va realitzar la peça Macrocosmos per al Gonjiam Ceramic Park localitzat en Gwangju, província de Gyeonggi-do, Corea del Sud, treball que s'inspira en la presència de la proporció aurea a la natura.
El 2011 fou convidat per la Fundació Vila Casas per a col·laborar al Jardí d'Escultures del nou espai que s'inaugurava, el Museu Can Mario de Palafrugell, Girona; per a l'ocasió va crear la obra Tantra que com el seu nom indica es va inspirar en la filosofia tántrica de l'Índia que entre la seva simbologia es troba representada la separació de la unitat primigènia i la interacció entre els pols oposats.

### Col·laboracions
- 1987: Portada i il·lustracions per al llibre Sis temps de Edicions Pleniluni.
- 1988: Portada i il·lustracions de la primera edició en català del llibre Neuromancer de l'escriptor estatunidenc William Gibson per a Edicions Pleniluni, traduïda per Joan Fontcuberta i Gel i pròleg de Louis Lemkow.
- 2003: Il·lustració per al llibre Grans plats, grans cuiners, grans artistes, grans escriptors de l'editorial barcelonina Edicions 62.
- 2004: Portada dels llibres Literatura i música a l'Edat Mitjana i La cançó èpica, tots dos del filòleg i músic català Antoni Rossell per a l'Editorial Dinsic.
- 2007: Portada del llibre Els trobadors catalans d'Antoni Rossell per a l'Editorial Dinsic.
- 2018: Portada de l'àlbum Els testaments de mon sommeil, de l'escriptor espanyol Diego Gary, fill de l'escriptor francès Romain Gary i l'actriu estatunidenca Jean Seberg, i Petter Stakee per al segell Doublemono Rècords.[8]
- 2019: Pòster de la pel·lícula El pilar de la directora catalana Esther Cases.[9]

## Distincions
- Primer Premi de Pintura Jove de la Sala Parés amb l'obra “Lligat a la fidelitat” (1981)
- Primer Premi d'Escultura de la III Biennal d'Art del Centenari del FC Barcelona amb l'obra titulada “100 anys” (1999)
- Guanyador de la I Edició del Premi Nacional de Pintura de la Fundació Vila Casas a Barcelona, amb l'obra “El codi secret de la creació” (2001)
- Primer Premi d'Escultura del II Saló Internacional de l'Automòbil de Barcelona (2001)
- Primer Premi de Pintura Juan Ramón Masoliver de Montcada i Reixac, Barcelona, amb l'obra “Perspectiva d´un paisatge” (2002)
- Primer lloc de Pintura de la VIII Edició del Premi BBVA Ricard Camí amb l'obra “Raig solar” (2003)[10]